# 애슐리 저드
애슐리 저드(Ashley Judd, 1968년 4월 19일~)는 미국의 배우이다. 1991년 TV 드라마 《스타 트렉》 시리즈로 데뷔하였으며, 《더블 크라임》, 《썸원 라이크 유》, 《하이 크라임》 등의 영화에 출연하였다. 2017년 타임 올해의 인물로 선정된 '침묵을 깬 사람들'의 일원으로 타임 커버를 장식했다.

## 출연 작품
- 《히트》(1995년): Charlene Shiherlis 역
- 《블랙 아웃》: Jessica 역
- 《타임 투 킬》: Kala 역
- 《사이먼 비치》: Rebeka 역
- 《플라이페이퍼》: Kaitlin 역
- 《더 웨이 홈》: 테리 역